# آلدانا
آلدانا (انگلیسی: Aldana) یک منطقه مسکونی در کشور کلمبیا است.